# Universidad de Colima
La Universidad de Colima es una institución pública de educación superior del estado de Colima en México. La universidad tiene instalaciones en cinco de diez municipios en el estado de Colima,  tres campus en la zona conurbada de Colima-Villa de Álvarez, uno más (dedicado a las ingenierías) en Coquimatlán, el cual fue construido alrededor de un ingenio maizero de la región norte que le fue donado a la institución. El municipio de Tecomán cuenta con otro campus situado estratégicamente a un costado de la carretera Colima-Manzanillo, lo que le acerca a las poblaciones de los municipios aledaños de Ixtlahuacán y Armería; finalmente, el municipio de Manzanillo tiene instalaciones en las poblaciones de San Pedrito, Valle de las Garzas y El Naranjo. Fue creada el 16 de septiembre de 1940 siendo presidente de México Lázaro Cárdenas del Río, fue inaugurada con el nombre de Universidad Popular de Colima; su objetivo: atender las necesidades educativas que exigían los estados Michoacán, Jalisco y Colima.
Está acreditada por la ANUIES y la SEP como la mejor Universidad de la región.[cita requerida] Su notoria Facultad de Derecho cuenta desde hace años con los primeros lugares del examen CENEVAL de evaluación nacional. Todas sus Facultades, Escuelas y Programas fueron aprobados por el programa ISO 9001 en el año 2006.

## Descripción

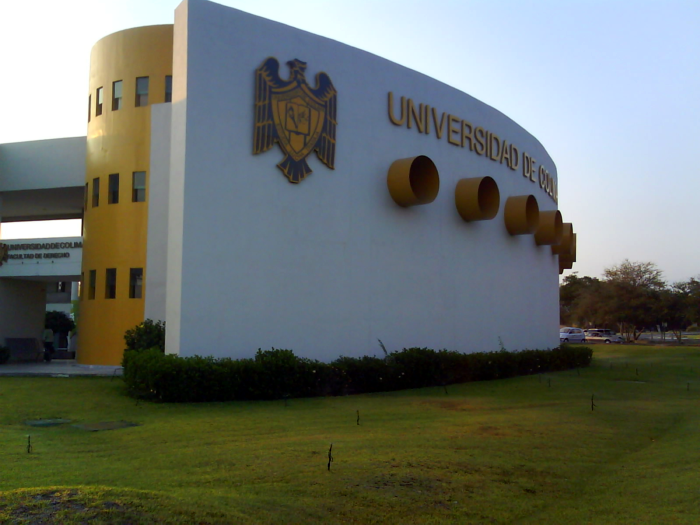
Facultad de Derecho

La Universidad de Colima se creó con el nombre de Universidad Popular de Colima el 16 de septiembre de 1940, con un proyecto inspirado en el espíritu revolucionario. El 25 de agosto de 1962 a raíz de un movimiento político liderado por Jorge Humberto Silva Ochoa entonces porresidente de la FEC le es otorgada la autonomía y se separa del sistema educativo estatal, estableciendo carreras universitarias fuertes en las áreas administrativa y agropecuaria, e iniciando una ardua labor para la obtención de recursos suficientes para su crecimiento. En la década de 1980 durante el rectorado del Lic. Jorge Humberto Silva Ochoa se incrementaron las ofertas de servicios educativos para hacer frente a la demanda de recursos humanos preparados en las áreas agrícola, industrial y comercial, lo que sentó las bases para el despegue de la Universidad de Colima hasta el lugar destacado que ocupa hoy en la educación pública nacional con significativa presencia en el ámbito internacional.
De 1997 a la actualidad la Universidad se ha centrado en realizar una modernización educativa acorde con las exigencias de nuestro tiempo; ello ha significado ejercer el liderazgo académico y de organización de las universidades públicas del país, internacionalizar académicamente a la universidad, acrecentar el patrimonio artístico, cultural y de infraestructura. A seis décadas de su origen, los principios de la Universidad Popular de Colima no han cambiado. La Universidad de Colima mantiene su compromiso como institución pública de vanguardia que forma profesionales y científicos con sentido creativo, innovador, humanista y altamente competitivos, comprometidos en el desarrollo armónico de la sociedad, en su entorno nacional e internacional.
Está situada en la puerta de entrada al mercado Asia-Pacífico, en el centro occidente de México.

## Historia

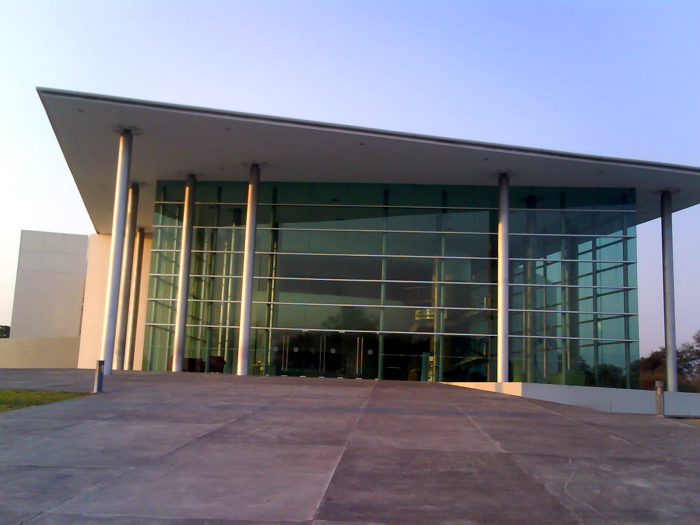
Teatro Universitario

La institución se fundó el 16 de septiembre de 1940, siguiendo la filosofía educativa del presidente Lázaro Cárdenas del Río (1934-1940). Ante el sentir de la juventud de Colima, el gobernador, coronel Pedro Torres Ortiz (1939-1943), encargó el proyecto de lo que posteriormente fue la universidad al entonces director general de Educación Pública, teniente coronel y profesor Rubén Vizcarra. Después de más de seis décadas al servicio de la enseñanza, la investigación y difusión de la cultura, sus principios institucionales de libertad de cátedra y discusión de ideas, además de paridad estudiantil, siguen intactos, buscando contribuir permanentemente en el bienestar colectivo mediante la formación de recursos humanos comprometidos con la sociedad; respondiendo a los retos impuestos por la modernización y la globalización, a través de la construcción de una identidad caracterizada por el prestigio académico y una oferta educativa de buena calidad.
Actualmente su matrícula es de 12.367 estudiantes en bachillerato; 10.214 en profesional asociado y licenciatura, y 604 en posgrado. La Universidad ofrece 35 opciones en el nivel medio superior; diez de profesional asociado, 58 de licenciatura, 11 especialidades, 22 maestrías y 9 doctorados, que se imparten en los campus de Manzanillo, Tecomán, Colima (campus Central y campus Norte), Coquimatlán y Villa de Álvarez. La universidad tiene 40 programas educativos de licenciatura clasificados en el nivel 1 del Padrón de programas evaluados de los CIEES. Su planta académica está conformada por 427 profesores de tiempo completo, donde el 90.6% tiene estudios de posgrado.
- Misión : La Universidad de Colima es una institución pública de vanguardia que forma profesionales y científicos con sentido creativo, innovador, humanista y altamente competitivos, comprometidos en el desarrollo armónico de la sociedad, en su entorno nacional e internacional.
- Visión : En el año 2006, esta casa de estudios se visualizó como una institución con alto reconocimiento social, de sus pares académicos y con clara proyección internacional; dedicada a la formación integral de profesionales, al impulso del arte, la ciencia y la difusión de la cultura, con estructuras y procesos de calidad.

## Conflicto entre el Sindicato y el actual rector
El 29 de abril de 2014, un grupo de 7 profesores de la institución se pusieron en huelga de hambre en la plaza principal de la capital exigiendo transparencia en el manejo de su fondo de pensiones y la restitución de su líder sindical, quien fuera ilegalmente depuesto con la colaboración de la Junta Local de Conciliación y Arbitraje. La rectoría utilizó sus influencias para que la acción fuera ignorada por los medios locales de comunicación. Incluso la Radio Universitaria y el Periódico local reportaron noticias menos importantes, pero no hicieron siquiera mención de la huelga de hambre durante más de dos semanas. El conflicto se prolongó por 45 días. A partir del día 17 de ayuno, la táctica cambió a un discurso "conciliador" y ofreciendo el diálogo al tiempo que se emprendía una campaña de desprestigio contra la huelga y contra sus integrantes. Los medios se llenaron de cuestionamientos a la validez de la huelga y a las motivaciones de los huelguistas. Lo que los medios nunca cuestionaron durante todo ese tiempo fue a la rectoría y a su renuencia a mostrar las cuentas del fondo de pensiones. Se hicieron declaraciones falsas, que se publicaban como hechos en los periódicos locales. Incluso ante la intervención de la Secretaría de Gobernación, del Obispo y del Gobierno del Estado, y el reconocimiento de que la Junta había actuado sin apegarse a la ley, transcurrieron 45 días y los huelguistas levantaron su huelga "para seguir luchando con vida"., ante el desdén de las autoridades.
La Huelga de Hambre de 2014 duró 45 días. Los medios de comunicación locales, incluidas la prensa y radio universitarias le fallaron a la sociedad al no informar de manera oportuna, veraz e imparcial. También fallaron las instituciones garantes del estado de derecho, según se hizo ver en su presteza por proteger el statu quo y su lentitud en atender las demandas de los universitarios. En resumen: a pesar de que las demandas de transparencia eran claras, justas y legales, éstas siguen sin ser atendidas a más de un año de concluida la huelga (junio de 2015). Quizás lo más alarmante para el desarrollo democrático del estado y de la universidad es que se han pasado por alto docenas de leyes y casi la totalidad del título primero de la Constitución Política de los Estados Unidos Mexicanos e incluso se ha hecho caso omiso a media docena de juicios de amparo ganados por los universitarios, en menoscabo de la efectividad del poder judicial federal y por tanto del estado de derecho. Lo anterior no se podría concebir de no existir un estado de absolutismo monopartidista desde el inicio del régimen actual del Estado Mexicano. El Estado de Colima es gobernado desde 1929 de manera ininterrumpida por el Partido Revolucionario Institucional. Con excepción de algunas alcaldías y distritos locales, la hegemonía del PRI ha sido apabullante. El conocido Grupo Universidad, en el cual militan todos los exrectores desde 1980, algunos de los cuales han sido diputados locales, diputados federales, senadores y hasta gobernadores, mantiene hasta el momento, un control indubitable de los tres poderes en el estado y su poderío económico es tal que, son incluso dueños de medios de comunicación y agencias noticiosas de mayor penetración en el estado.
A fines de 2016:
1. Se sigue sin transparentar el fondo de pensiones.
2. Se creó un nuevo sindicato: Sindicato Independiente de Trabajadores Universitarios (SITU) para "seguir la defensa de los derechos de los trabajadores".
3. La Junta ha servido a la patronal para que se persiga a los integrantes del SITU, intentando con ello evitar su reconocimiento.
4. Se creó un grupo especial de "apoyo" quienes sin ser vigilantes, estudiantes o trabajadores de la institución, son ubicados en puntos estratégicos cercanos a los centros de trabajo de los disidentes, informando de sus entradas y salidas, bien se ubican en las proximidades de centros de reunión por donde el rector se aparecerá.
5. Al margen de los reglamentos internos del a institución que establecen los criterios de contratación, promoción y permanencia del personal académicos y vulnerando el Artículo 3 constitucional al tiempo que se esgrime la autonomía universitaria como único justificativo de los despidos, se ha despedido a:
- dos de los siete ex-huelguistas, uno de ellos también Secretario General Suplente del SITU (Pedro Vidrio Pulido), el otro (José Jesús Lara Chávez) Profesor e Investigador de Tiempo Completo con antigüedad de 15 años con investigación importante en la reconstrucción de tejido óseo a partir de células madres extraídas del propio paciente.
- dos integrantes más del SITU (Pedro Hugo Coronado, Yanalum Cerda Guzmán)
- un número indeterminado de simpatizantes, todos académicos.

6. Se mantiene un estado de constante vigilancia dirigida a los "disidentes" (quienes abiertamente mostraron adhesión a los huelguistas).
7. El líder depuesto, Leonardo César Gutiérrez Chávez, ha ganado todos los juicios de amparo, aunque las autoridades locales no han procedido a restaurarlo.

## Sistema de evaluación
El sistema está basado en tres exámenes parciales de cada materia. Estos exámenes se realizan durante el periodo académico ordinario. Se considera que el estudiante tiene la materia aprobada si obtiene en los tres exámenes parciales una calificación promedio de ocho. Si no se aprueba la materia mediante exámenes parciales, el estudiante tiene derecho a presentar un examen ordinario, que se aplica al final del ciclo escolar e incluye todo el contenido de la materia. En la Universidad de Colima las calificaciones están basadas en una escala del 0.0 al 10.0, en la cual el 10.0 es la máxima puntuación y el 6.0 es el mínimo aprobatorio.

## Rectores

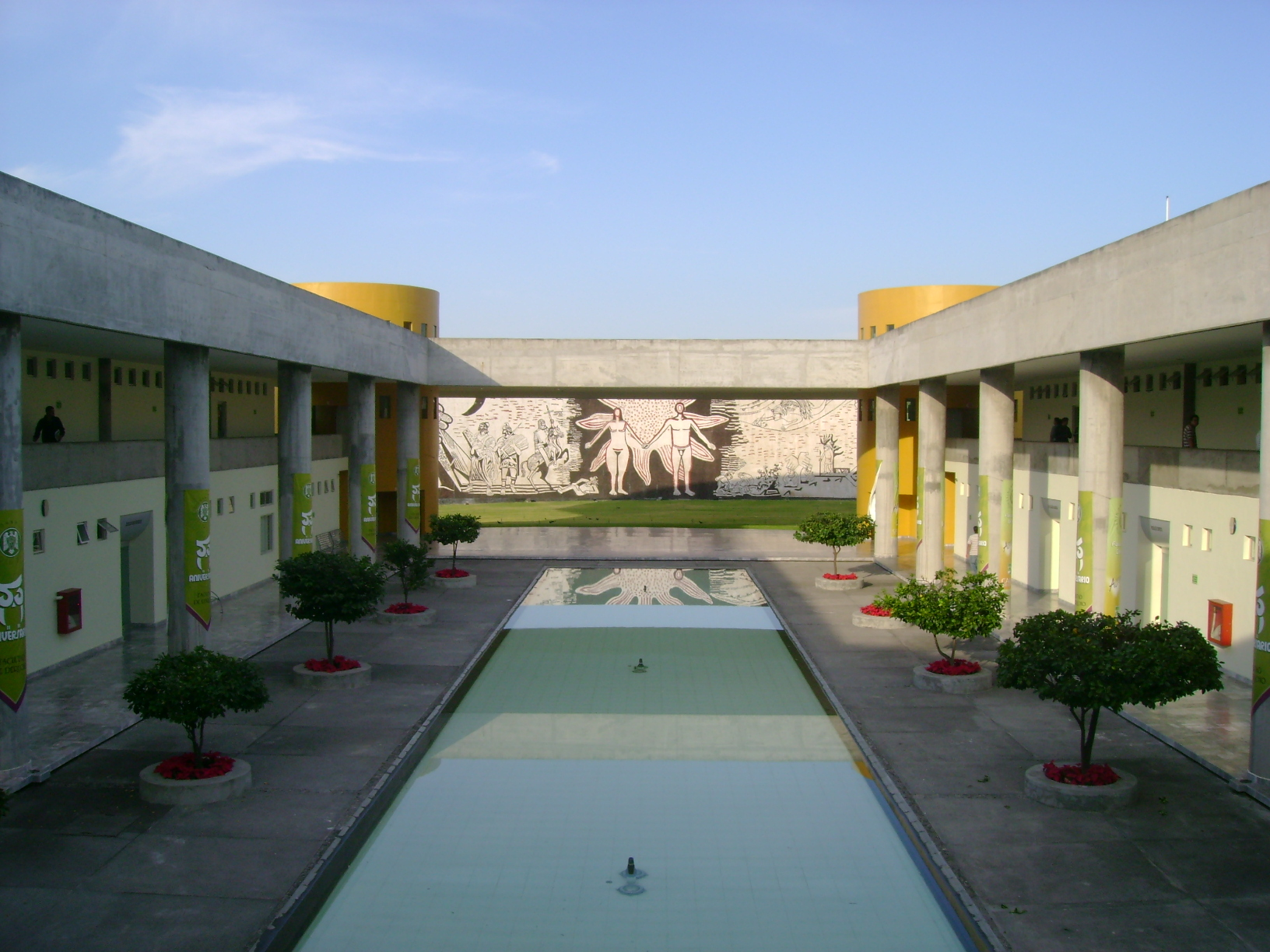
Interior de la Facultad de Derecho, con Mural de Adolfo Mexiac al fondo

| Rector                         | Periodo            |
| ------------------------------ | ------------------ |
| José S. Benítez                | 1940 - 1943        |
| Miguel Gómez Sandoval          | 1944 - 1949        |
| Benjamín Fuentes González      | 1949 - 1950        |
| Ricardo Guzmán Nava            | 1950 - 1955        |
| Juan Hernández Espinosa        | 1955 - 1957        |
| José Ma. Castellanos Urrutia   | 1957 - 1960        |
| Jorge Castell Guerrero         | 1961               |
| José Pérez Mendoza             | 1961 - 1962        |
| Salvador González Ventura      | 1962 - 1965        |
| Ángel Reyes Navarro            | 1965 - 1968        |
| Mario de la Madrid             | 1968 - 1970        |
| José Reyes Llerenas Ochoa      | 1970 - 1973        |
| Alberto Herrera Carrillo       | 1973 - 1979        |
| Jorge Humberto Silva Ochoa     | 1979 - 1989        |
| Fernando Moreno Peña           | 1989 - 1997        |
| Carlos Salazar Silva           | 1997 - 2005        |
| Miguel Ángel Aguayo López      | 2005 - 2012        |
| Ramón Arturo Cedillo Nakay     | 2012 - 2013        |
| José Eduardo Hernández Nava    | 2013 - 2021        |
| Christian Torres Ortiz Zermeño | 2021 - Actualmente |

## Unidades académicas
La Universidad está integrada por 28 unidades académicas divididas en 22 Facultades, 5 Escuelas y 1 Instituto.
Además cuenta con 35 Bachilleratos, distribuidos en los municipios de Colima, Villa de Álvarez, Tecomán, Cuauhtémoc, Armería, Coquimatlán, Manzanillo y Comala.

## Deportes
- Loros de la Universidad de Colima
- Loros de la Universidad de Colima (baloncesto)

## Personas destacadas
Durante sus más de 60 años de historia, la Universidad ha visto transitar entre sus instalaciones a una gran variedad de personajes entre rectores, decanos, profesores y estudiantes que se han destacado tanto en el ámbito local, regional como nacional, y en temas tan variados como la política, la literatura, el cine, las artes, entre otros.
Martha Sosa Govea

## Medalla al Mérito Universitario Gral. Lázaro Cárdenas del Río
| Otorgado                                                                   | Año  |
| -------------------------------------------------------------------------- | ---- |
| Miguel Alessio Robles                                                      | 1984 |
| Secretaría de Marina                                                       | 1985 |
| Gilberto Bosques Saldívar                                                  | 1986 |
| Manuel Velasco Murguía                                                     | 1987 |
| Miguel Álvarez del Toro                                                    | 1988 |
| Víctor Sandoval                                                            | 1989 |
| Humberto Silva Ochoa                                                       | 1990 |
| Rafael Zamarripa                                                           | 1991 |
| Luis Felipe Bojalil-Jaber                                                  | 1992 |
| Juan García Ramos                                                          | 1993 |
| Comité Administrador del Programa Federal de Construcción de Escuelas      | 1994 |
| José Sarukhán Kérmez                                                       | 1995 |
| Instituto Superior de Educación Normal de Colima                           | 1998 |
| Ramón Álvarez-Buylla                                                       | 1999 |
| Instituto Politécnico Nacional                                             | 2000 |
| Asociación Nacional de Universidades e Instituciones de Educación Superior | 2001 |
| Fernando Moreno Peña                                                       | 2002 |
| José Ramón Cossío Díaz                                                     | 2004 |
| Sergio García Ramírez                                                      | 2005 |
| Julio Rubio Oca                                                            | 2007 |
| Rubén Argüero Sánchez                                                      | 2008 |
| Enrique Ortiz Flores                                                       | 2010 |
| Jorge Chávez Carrillo                                                      | 2011 |
| Universidad Nacional Autónoma de México                                    | 2011 |